# (9891) Stephensmith
(9891) Stephensmith es un asteroide que forma parte del cinturón de asteroides y fue descubierto por Takao Kobayashi el 15 de diciembre de 1995 desde el Observatorio de Ōizumi, Japón.

## Designación y nombre
Stephensmith se designó inicialmente como 1995 XN1.
Posteriormente, en 2006, fue nombrado en honor del astrónomo aficionado estadounidense Stephen M. Smith.

## Características orbitales
Stephensmith está situado a una distancia media del Sol de 2,592 ua, pudiendo alejarse hasta 2,947 ua y acercarse hasta 2,238 ua. Su excentricidad es 0,1368 y la inclinación orbital 14,14 grados. Emplea 1524 días en completar una órbita alrededor del Sol. El movimiento de Stephensmith sobre el fondo estelar es de 0,2362 grados por día.

## Características físicas
La magnitud absoluta de Stephensmith es 12,8.